# Brenda Strong

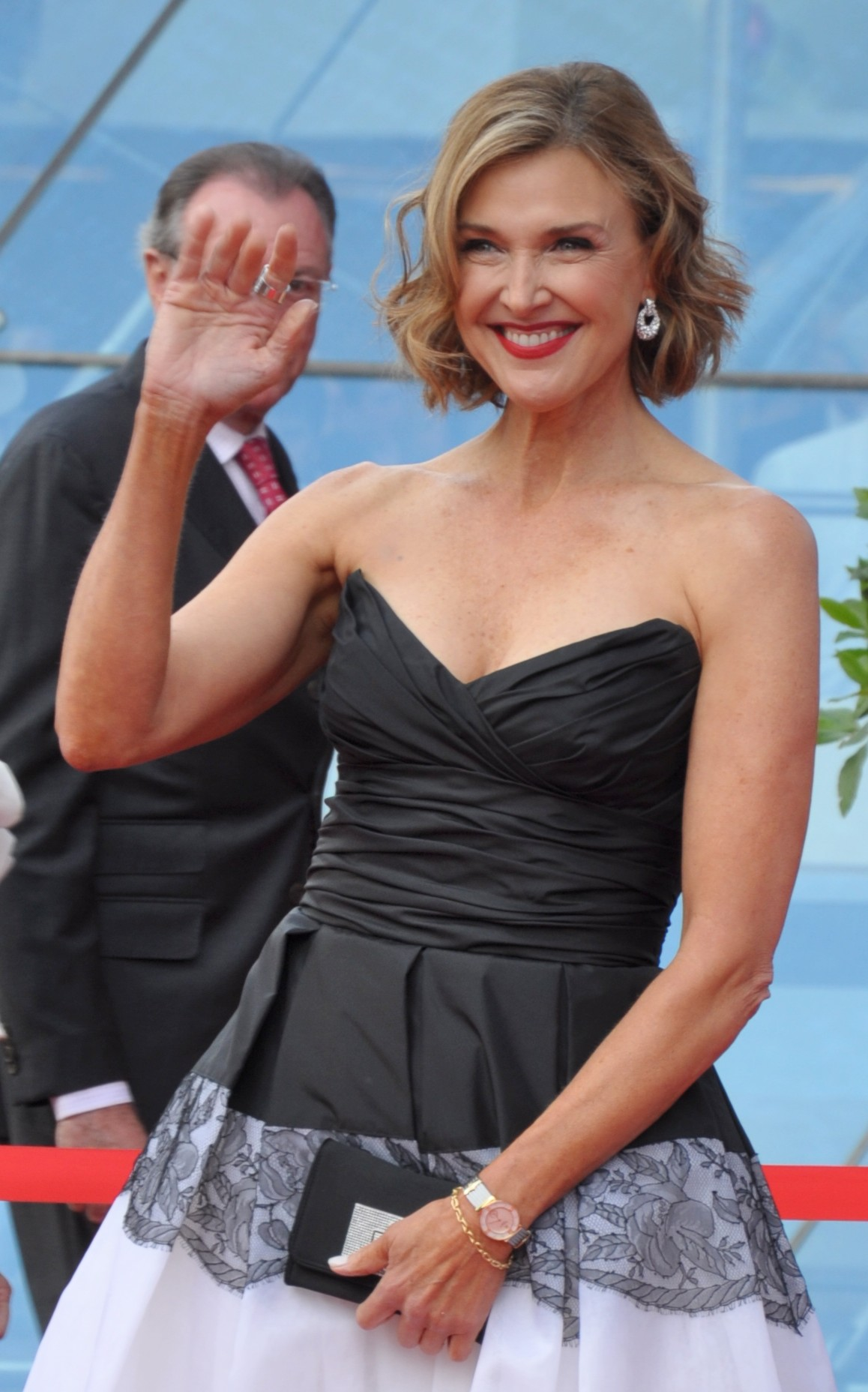
Brenda Strong (2013)

Brenda Lee Strong (* 25. März 1960 in Brightwood, Oregon) ist eine US-amerikanische Schauspielerin.

## Leben
Brenda Strong wuchs in Portland, Oregon, auf und besuchte zuerst die Parkrose High School in Portland. Nachdem sie 1978 ihren Abschluss an der Sandy Union High in Sandy, Oregon, gemacht hatte, erlangte sie an der Universität von Arizona ihren Bachelor of Music Degree in den Fächern Musical und Theater. 1980 war sie Miss Arizona und nahm danach am Wettbewerb zur Miss America teil.
Brenda Strong war von Juli 1989 bis Januar 2011 mit Tom Henri verheiratet, die beiden haben ein gemeinsames Kind. Neben ihrer Arbeit als Schauspielerin ist sie als Yoga-Lehrerin in Santa Monica, Kalifornien tätig.

## Karriere
Mitte der 1980er Jahre begann sie ihre Schauspielkarriere. Nach über 90 Gastauftritten in Fernsehserien wie Emergency Room – Die Notaufnahme, Everwood, Party of Five, Gilmore Girls, Eine himmlische Familie und Dawson’s Creek schaffte sie ihren Durchbruch in der Rolle der Mary Alice Young/Angela Forrest in Desperate Housewives. Ursprünglich war für diese Rolle Sheryl Lee vorgesehen, Brenda Strong sprang als Ersatz ein. Sie war in den ersten beiden Teilen von Starship Troopers zu sehen, spielte aber unterschiedliche Figuren. Von 2012 bis 2014 hatte sie die Rolle der Ann Ewing in der TNT-Serie Dallas, der Fortsetzung der gleichnamigen Serie aus den 1980er-Jahren, inne.

## Filmografie (Auswahl)

### Filme
- 1987: Mel Brooks’ Spaceballs (Spaceballs)
- 1997: Starship Troopers
- 1998: Black Dog
- 1999: Tief wie der Ozean
- 2002: Roter Drache (Red Dragon)
- 2004: Starship Troopers 2: Held der Föderation (Starship Troopers 2: Hero of the Federation)
- 2005: The Kid & I
- 2007: A Plumm Summer
- 2015: Ice Sculpture Christmas (Fernsehfilm)
- 2014: Teacher of the Year
- 2015: The Leisure Class
- 2015: I Did Not Forget You
- 2016: Love by Chance
- 2016: Get a Job
- 2017: The Leisure Class
- 2019: Reign of the Supermen
- 2020: Deported
- 2023: Sweeter Than Chocolate (Fernsehfilm)

### Serien
- 1985: Chefarzt Dr. Westphall (St. Elsewhere, Folge 4x04)
- 1985: Die Spezialisten unterwegs (Misfits of Science, Folge 1x09)
- 1985: Shadow Chasers (Folge 1x07)
- 1986: MacGyver (Folge 1x22)
- 1986: Cheers (Folge 5x02)
- 1986: Sledge Hammer! (Folge 1x12)
- 1987: Dallas (Folge 10x18)
- 1987: Hotel (Folge 5x07)
- 1988: Raumschiff Enterprise – Das nächste Jahrhundert (Star Trek: The Next Generation, Folge 1x17)
- 1989: Der Nachtfalke (Midnight Caller, Folge 1x09)
- 1989: Matlock (Folge 3x17)
- 1991: Twin Peaks (4 Folgen)
- 1991–1992: Blossom (2 Folgen)
- 1992: Scorch, der kleine Hausdrache (Scorch, 6 Folgen)
- 1993: Picket Fences – Tatort Gartenzaun (Picket Fences, Folge 2x03)
- 1996: Party of Five (6 Folgen)
- 1996–1997: Hinterm Mond gleich links (3rd Rock from the Sun, 2 Folgen)
- 1996–1997: Seinfeld (4 Folgen)
- 1997: Conor, der Kelte (Roar, Folge 1x10)
- 1998–2000: Sports Night (7 Folgen)
- 2000–2002: Eine himmlische Familie (7th Heaven, 8 Folgen)
- 2001: Ally McBeal (Folge 4x11)
- 2001: CSI: Vegas (CSI: Crime Scene Investigation, Folge 2x03)
- 2001: Gilmore Girls (Folge 2x07)
- 2001: Dawson’s Creek (Folge 5x06)
- 2002: Bram and Alice (Folge 1x08)
- 2002: The Court (4 Folgen)
- 2002: Malcolm mittendrin (Malcolm in the Middle, Folge 4x03)
- 2002–2005: Everwood (5 Folgen)
- 2003: Nip/Tuck – Schönheit hat ihren Preis (Nip/Tuck, 2 Folgen)
- 2004–2012: Desperate Housewives (179 Folgen, größtenteils nur Stimme)
- 2008: Criminal Intent (Folge 13x07)
- 2008: Boston Legal (Folge 5x04)
- 2010: Rizzoli & Isles (Folge 1x06)
- 2012, 2014: Scandal (2 Folgen)
- 2012–2014: Dallas (40 Folgen)
- 2012–2015: Blood Relatives (32 Folgen)
- 2014: Detective Laura Diamond (The Mysteries of Laura, Folge 1x08)
- 2015: Bones – Die Knochenjägerin (Bones, Folge 11x06)
- 2016: Chicago P.D. (Folge 3x10)
- 2016, 2019: The 100 (3 Folgen)
- 2016: Love by Chance (Fernsehfilm)
- 2016: Notorious (Folge 1x05)
- 2016–2017: Fear the Walking Dead (4 Folgen)
- 2016–2021: Supergirl (24 Folgen)
- 2018–2020: Tote Mädchen lügen nicht (13 Reasons Why, 22 Folgen)
- 2023: Unprisoned (6 Folgen)
- 2023: 61st Street (2 Folgen)